# Sosnowka (rejon usolski)
Sosnowka (ros. Сосновка) – wieś (sieło) w Rosji, w obwodzie irkuckim, w rejonie usolskim. W 2010 liczyła 1718 mieszkańców.